# SpVgg Zeitz 1910
Der FC Sportvereinigung Zeitz 1910 oder abgekürzt SpVg Zeitz 1910 war ein deutscher Fußballverein aus Zeitz im heutigen Burgenlandkreis, der von 1910 bis 1945 existierte. Heimstätte des Clubs war die Sportanlage Tiergartenhof.

## Sportlicher Werdegang
Die Sportvereinigung Zeitz wurde im Jahr 1910 unter der Bezeichnung FC Sportfreunde Zeitz gegründet, trat in der Folgezeit aber überwiegend als FC Sportvereinigung Zeitz von 1910 in Erscheinung. Weitere Namensänderungen erfolgten bis zur Auflösung des Clubs nicht mehr. Der Club agierte in der Zeit seines Bestehens innerhalb des Verbandes Mitteldeutscher Ballspiel-Vereine in den Meisterschaften der Gauliga Saale-Elster.
In der Spielzeit 1939/40 qualifizierte sich der Verein für die Aufstiegsrunde zur Gauliga Mitte. Dort setzten sich die Mannschaft und der SC Apolda gegen den Fortuna Magdeburg durch, und beide stiegen in die Gauliga auf. Sowohl in der Saison 1940/41 als auch in der Saison 1941/42 beendete der Verein die Saison auf einem gesicherten Mittelfeldplatz. In der Spielzeit 1942/43 stieg die Mannschaft aus Zeitz als Tabellenletzter wieder aus der Gauliga ab, eine Rückkehr in die höchste deutsche Spielklasse wurde bis 1945 nicht mehr erreicht.
1945 wurde der FC SpVg Zeitz in der Sowjetischen Besatzungszone aufgelöst. Die Großteile des Clubs gingen in der 1946 neu gegründeten SG Zeitz auf. Die SG Zeitz würde später in der BSG Chemie Zeitz umgegründet.

## Statistik
- Teilnahme Gauliga Mitte: 1940/41–1942/43
- Ewige Tabelle Gauliga Mitte: Rang 16